# Uracanthus maculatus
Uracanthus maculatus là một loài bọ cánh cứng trong họ Cerambycidae.